# Helogyne macrogyne
Helogyne macrogyne là một loài thực vật có hoa trong họ Cúc. Loài này được (Phil.) B.L.Rob. mô tả khoa học đầu tiên năm 1906.